# Hysteropterum mexicanum
Hysteropterum mexicanum är en insektsart som beskrevs av George Willis Kirkaldy 1909. Hysteropterum mexicanum ingår i släktet Hysteropterum och familjen sköldstritar. Inga underarter finns listade i Catalogue of Life.